# Chrebet Sarydzjaz
Chrebet Sarydzjaz (ryska: Хребет Сарыджаз) är en bergskedja i Kirgizistan, på gränsen till Kazakstan.   Den ligger i oblastet Ysyk-Köl Oblusu, i den östra delen av landet, 400 km öster om huvudstaden Bisjkek.